# Акмолинска област
Акмолинска област (каз. Ақмола облысы, рус. Акмолинская область)  се налази у северном делу Казахстана. Главни град области је Кокшетау (или Кокчетав). Број становника у области је 733.113, по попису из 2013.
Унутар области се географски налази и главни град Нур Султан, али је административно од ње одвојен.
Од свих области једино Акмолинска област и Карагандинска област немају границу са околним државама.
У области доминира степа али постоје и рудници угља и злата.

### Окрузи
- Акол
- Аршали
- Астрахан
- Атбасар
- Буланди
- Егиндикол
- Енбекшилдер
- Ерејментау
- Есил
- Коргалжин
- Сандиктау
- Шортанди
- Шучинск
- Целиноград
- Зеренди
- Жакси
- Жаркаин